# Wilhelm Wiebens
Wilhelm Bernhard Paul Wiebens (* 17. März 1906 in Wilhelmshaven; † 22. Januar 1990 in Bad Pyrmont) war ein deutscher SS-Führer. Als Kommandeur des Einsatzkommandos 9 war er in führender Stellung an der Massenerschießung von Juden in der besetzten Sowjetunion beteiligt.

## Leben
In Wilhelmshaven besuchte er zunächst vier Jahre die Volksschule und ging dann auf die Städtische Oberrealschule über. Diese Schule verließ er im April 1923 mit Obersekundareife und begann bei den Wilhelmshavener Metallwerken eine kaufmännische Lehre, die er im Dezember 1925 mit der Kaufmannsgehilfenprüfung abschloss. In der Folgezeit war er bei einer Firma in Varel tätig, bis er sich im Jahre 1932 als selbständiger Handelsvertreter niederließ.
Am 1. Februar 1931 trat er der NSDAP (Mitgliedsnummer 546.524) bei. Ab Februar 1931 bis Oktober 1931 gehörte er der Sturmabteilung (SA) an. Im Jahre 1931 wurde er auch Mitglied der der Schutzstaffel (SS) (SS-Nr. 16.617). In der letzteren wurde er unter anderem als Adjutant des Sturmbanns II der 24. SS-Standarte in Wilhelmshaven eingesetzt. Am 1. November 1934 wurde Wiebens in den Sicherheitsdienst der SS (SD) aufgenommen. Von Anfang 1935 bis mindestens 1939 war er Leiter des SD-Abschnitts Potsdam und wurde 1939 zum SS-Obersturmbannführer befördert.
Im Jahre 1941 wurde er Führer des SD-Abschnitts Kiel. Während des Zweiten Weltkriegs wurde Wiebens im Februar 1942 als Nachfolger von Oswald Schaefer Führer des Einsatzkommando 9, das beim Überfall auf die Sowjetunion Teil der Einsatzgruppe B war. Das Kommando verübte 1941/42 Massenmorde an Juden und Politkommissaren im Gefolge der Heeresgruppe Mitte. Im November 1942 wurde er von diesem Posten abgelöst und blieb bis Kriegsende Leiter des SD-Abschnittes in Koblenz. Im Jahre 1943 erhielt er das Kriegsverdienstkreuz I. Klasse mit Schwerten. Im August 1944 wurde er kommissarisch zum Inspekteur der Sicherheitspolizei und des SD (IdS) in Wiesbaden ernannt.
Im Mai 1945 geriet er in Söll in amerikanische Kriegsgefangenschaft, wurde in der Folgezeit bis 1947 im Internierungslager Moosburg festgehalten und anschließend der britischen Besatzungsmacht übergeben. Im Juni 1947 wurde er von einem britischen Militärgericht wegen der Erschießung von zwei alliierten Fliegern zu 15 Jahre Gefängnis in der Justizvollzugsanstalt Werl verurteilt. Am 7. Mai 1955 wurde er dort wegen guter Führung entlassen. Darauf war er einige Jahre kaufmännischer Angestellter bei den Achilles-Werken in Wilhelmshaven. Im Februar 1959 siedelte er nach Stuttgart über und erhielt bei der Firma Conex zunächst die Stellung des Verkaufsleiters. Nach der Übersiedlung dieser Firma nach Böblingen im Jahre 1960 wurde er Prokurist.
Am 5. Januar 1961 wurde er vorläufig festgenommen und befand sich dann bis zum 26. April 1961 in Untersuchungshaft. Am 4. Februar 1965 wurde er erneut festgenommen. Im selben Jahr stand er erneut vor Gericht. Wiebens hatte Ende März/Anfang April 1942 einen Bericht erhalten, wonach bei Witebsk eine Anzahl „feindlicher Elemente“ unterwegs seien. Es handelte sich dabei um eine Gruppe Roma. Er stellte unverzüglich ein Hinrichtungskommando zusammen und befahl die Erschießung der ganzen Gruppe von 23 Personen, Männer, Frauen, Kinder. Eine ältere Frau hatte ihn angefleht, sie doch zu verschonen. Wiebens lehnte ab und bemerkte dabei: "Es ist besser, einen Unschuldigen zu viel zu erschießen, als einen Schuldigen laufen zu lassen." Sein Kommando erschoss auch die alte Frau. Wie das Gericht feststellte, geschahen die Morde auf Wiebens eigene Initiative, das heißt, ein von der Verteidigung angeführter "Befehlsnotstand" wurde in seinem Fall nicht anerkannt. Das West-Berliner Schwurgericht verurteilte Wiebens 1966 wegen gemeinschaftlich begangenen Mordes zu lebenslänglichem Zuchthaus. Mitangeklagt waren die Offiziere Karl Rath, Heinz Tangermann und Oswald Schäfer des Einsatzkommandos 9 der Einsatzgruppe B. Rath und Tangermann wurden wegen gemeinschaftlicher Beihilfe zu fünf bzw. sechs Jahren Haft verurteilt. Schaefer wurde freigesprochen. Rath wurde 1968, Tangermann im Jahr darauf entlassen. Am 1. Juli 1980 wurde Wiebens mit Strafaussetzung zur Bewährung begnadigt. 1990 starb er in Bad Pyrmont.

## Beförderungen
- 10. August 1932: SS-Scharführer
- 1. Dezember 1932: SS-Truppführer
- 1. Juli 1933: SS-Obertruppführer
- 31. Juli 1933: SS-Untersturmführer
- 9. November 1935: SS-Obersturmführer
- 20. April 1936: SS-Hauptsturmführer
- 30. Januar 1937: SS-Sturmbannführer
- 10. September 1939: SS-Obersturmbannführer